# Bufotettix
Bufotettix is een geslacht van rechtvleugeligen uit de familie sabelsprinkhanen (Tettigoniidae). De wetenschappelijke naam van dit geslacht is voor het eerst geldig gepubliceerd in 1918 door Caudell.

## Soorten
Het geslacht Bufotettix omvat de volgende soorten:
- Bufotettix alpha Caudell, 1918
- Bufotettix auchenacophoroides Nickle, 2006